# Мусоке, Мэри
Мэри Мусоке (англ. Mary Musoke, угандийский игрок в настольный теннис. Участвовала в летних Олимпийских играх 1992, 1996 и 2000 годов.

## Биография
Мэри Мусоке 
Представляла Уганду в международных соревнованиях по настольному теннису.
В 1992 году вошла в состав сборной Уганды на летних Олимпийских играх в Барселоне. В одиночном разряде на предварительном этапе проиграла Чань Тань Луй из Гонконга (0:2) и Эмилии Елене Чосу из Румынии (0:2) и, заняв в группе последнее место, выбыла из борьбы.
В 1996 году вошла в состав сборной Уганды на летних Олимпийских играх в Атланте. В одиночном разряде на предварительном этапе проиграла Цяо Хун из Китая (0:2), Рике Сато из Японии (0:2) и Сяомин Дрешу из Франции (0:2) и, заняв в группе последнее место, выбыла из борьбы. В парном разряде Мусоке и Джун Кьякобье на предварительном этапе проиграли Пак Хэ Джон и Ю Джи Хе из Южной Кореи (0:2), Бай Хуэй Юнь и Сюй Цзин из Тайваня (0:2) и Эмилии Елене Чосу и Джорджете Кожокару из Румынии (0:2). Став последними в группе, угандийские теннисистки завершили борьбу. Была знаменосцем сборной Уганды на церемонии открытия Олимпиады.
В 2000 году вошла в состав сборной Уганды на летних Олимпийских играх в Сиднее. В одиночном разряде на предварительном этапе проиграла россиянке Ирине Палиной (0:3) и Сун Ах Сим из Гонконга (0:3) и, заняв в группе последнее место, выбыла из борьбы.